# Genadi Simow
Genadi Simow (bulgarisch: Генади Симов; * 3. März 1907; † unbekannt) war ein bulgarischer Radrennfahrer.

## Sportliche Laufbahn
Bei den Olympischen Sommerspielen 1936 in Berlin schied er beim Sieg von Robert Charpentier im olympischen Straßenrennen aus. Die bulgarische Mannschaft kam nicht in die Mannschaftswertung.